# Pani Zemsta
Pani Zemsta (kor. 친절한 금자씨 Chinjeolhan Geum-ja-ssi) – południowokoreański thriller z 2005 roku zamykający „trylogię zemsty”, rozpoczętą filmem Pan Zemsta (2002), którego kontynuacją był Oldboy (2003).

## Obsada
- Lee Young-ae – Lee Geum-ja
- Choi Min-sik – Pan Baek
- Tony Barry – Ojczym, Australijczyk
- Anne Cordiner – Macocha, Australijka
- Go Su-hee – Ma-nyeo
- Kim Bu-seon – Woo So-young
- Kim Byeong-ok – Ksiądz
- Kim Shi-hoo – Geun-shik
- Kwon Yea-young – Jenny
- Lee Seung-shin – Park Yi-jeong
- Nam Il-woo – Detektyw Choi
- Oh Dal-su – Pan Chang
- Oh Kwang-rok – Ojciec Se-hyun
- Ra Mi-ran – Oh Su-hee
- Seo Yeong-ju – Kim Yang-hee
- Yun Jin-seo – Więźniarka

## Fabuła
19-letnia Lee Geum-ja trafia do więzienia pod zarzutem porwania i zabójstwa dziecka. Przyznała się, aby kryć pana Baeka, który wciągnął ją w porwanie, a potem szantażem zmusił do przyznania się do zamordowania dziecka, którego dokonał on sam. Kiedy dowiaduje się, że wspólnik ją zdradził planuje zemstę. Przez całe 13 lat pobytu w więzieniu pozornie ulega zmianie i sprawia wrażenie łagodnej i skruszonej przestępczyni. Dzięki czemu zyskuje przydomek „Dobrotliwa”. Po odbyciu wyroku, wraz z więźniarkami z celi rozpoczyna poszukiwania Baeka.

## Nagrody i nominacje (wybrane)
- 62. MFF w Wenecji (2005)
  - Nagroda CinemAvvenire
  - Złote Lwiątko
- Felix 2005
  - Najlepszy film zagraniczny roku – Screen International (nominacja)